# Mihail Gălățanu
Mihail Gălățanu (n. 11 septembrie 1963, Str. Teilor nr. 8) este un poet român, membru al Uniunii Scriitorilor din România.

## Date biografice
Mihai Gălățanu  s-a născut la 11 sept. 1963 la  Galați. A terminat Universitatea de Fizică-Matematică, în 1988. A absolvit școala postuniversitară de Relații Internaționale (Paris, 1994-1995). Bursier al Guvernului francez și al Comunității Europene (2004-2005). A fost membru al cenaclului Universitas.
Debut (cu un grupaj mai amplu): 12 decembrie 1983, în SLAST (Suplimentul Literar Artistic al Scînteii Tineretului, condus de Ion Cristoiu, cu o prefață de Alex Ștefănescu.

## Volume publicate

### Poezie
- Știri despre mine, Ed. Litera, 1987;
- Șcrâșnind din pumni cu grație, Ed. Porto-Franco, 1993;
- Bunicul Kennedy, Ed. Noduri și semne, 1996;
- Evanghelia lui Barabas, Ed. Cartea Românească, 1996;
- Mireasa tuturor, Ed. Panteon, 1997;
- O noapte cu Patria și România cu prostii, Ed. Vinea, 2001;
- Inima de diamant, Editura Vinea, București, 2006[1]
- Poeme amniotice, Editura Limes, Cluj-Napoca, 2008[2]
- Mortul îndrăgostit, Ed. Vinea, 2010[3]
- România aproximativă, Ed. Vinea, 2011;
- Văzătorii cu inima, Editura Neuma, 2017;

### Proză
- Meșterii de clopote, Ed. Matinal, 1999;
- Strada Plantelor, Ed. ALLFA, 2001.

Eseu
- Literatura de cartier: Orbirea lui Tiresias, Un posibil manifestbal generației 90, Ed. M.L.R., 2007.

## Prezent în antologii
- Manualul de literatură, Ed. Vinea, 2004
- UNIVERSITAS - A fost odată un cenaclu..., coordonator Mircea Martin, Ed. M.N.L.R., 2008
- Alex Ștefănescu, Istoria literaturii române contemporane 1941-200, Ed. Mașina de scris, 2005., Stradivarius, Ed. EuroPress Group, 2008

## Premii
- Premiul Național CONFLUENȚE pentru debut, 1984/1985
- Premiul Național de Proză Liviu Rebreanu, 1999.

## Controverse
Poetul Mihai Gălațanu a fost acuzat de nenumărate ori de impostură în poezie. Parchetul din Brașov, în anul 2001, la sesizarea IPJ Brașov și a mai multor cetățeni români din America de Nord a deschis dosar de urmarire penală lui Mihail Galățanu pentru ofensă adusă sentimentului patriotic național și moralei creștine. Criticii Nicolae Manolescu și Alex Ștefănescu au sărit în apărarea autorului, cerând SRI-ului să nu se amestece în treburile „artiștilor” și, după lupte grele, Nicolae Manolescu și Alex Ștefănescu reușeșc să convingă Parchetul să închidă dosarul lui Gălățanu. Ca atare Gălățanu a continuat să-și publice pe mai departe cărțile, subvenționate de diferite surse, inclusiv USR(Emil Tremure în ziarul Universul românesc Arhivat în 17 noiembrie 2011, la Wayback Machine.). Și istoricul Ion Măldărescu, în revista Agero declară că "Mărturisirea „de credință” din scriitura „Evanghelia lui Barabas”, Editura Cartea Românească 1996, demonstrează că M.G. îl contestă și pe Dumnezeu, având propriul „Creator” căruia i se închină, pe care îl venerează, erijându-se în reprezentant al „sectei” căreia îi aparține: „Barabas este Mântuitorul nostru răstignit pe cruce." Alți critici, printre care Gheorghe Grigurcu, au luat apărarea poetului susținând că "Poetul Mihai Gălățanu impresionează printr-o virtuozitate care pare a fi pus la contribuție cu maximum de profit câteva zone ale liricii. Gălățanu posedă un mecanism creator foarte complex, un dar prodigios al naturii în similitudine cu mirabilele înzestrări precoce ale muzicienilor. De la Nicolae Labiș nu am mai asistat la o asemenea tâșnire de talent. Lirica lui Mihail Gălățanu este ca un jet de plasma, străbate tot, dizolvă conveniențele.” (Gheorghe Grigurcu-Un gheizer liric, revista „România literară” din 29 decembrie 1988) […] „ „Acestui Mihail Gălățanu care a „dezvirginat” limba română se cuvine să-i recunoaștem doua calități: o expresivitate pe care nu am mai întâlnit-o de la Jurnalul de sex al lui Geo Bogza și o vitalitate menită a detabuiza limba. Bardul nostru are discursul fierbinte, lasciv. Salutăm robustul și minunatul lui talent” (Gheorghe Grigurcu, prefață la volumul „România cu prostii” a lui Mihail Gălățanu, Editura VINEA 2002)."